# 森下ことの
森下 ことの（もりした ことの、1999年11月11日 - ）は、日本の元AV女優。ACT所属。

## 略歴・人物
2022年5月にAVデビュー。
2024年3月8日、同年5月31日をもっての現役引退を表明した。

## 作品

### アダルトDVD
- 新人 20歳 こう見えて、脱いだら凄いんです♪ 笑顔が可愛い敏感Fカップボイン子供服の販売員さん AVdebut（5月17日、MOODYZ）
- 初めて出来た彼女を脱がしたら… 着衣から想像できない物凄いスリム美巨乳 大興奮の僕は性欲尽きるまでハメまくった 森下ことの（6月21日、E-BODY）
- 笑顔が可愛い敏感Fカップボイン子供服の販売員さん 初めてのナマ中出し（6月28日、本中）
- 穴ワイフ 誰にでもヤラせる清楚系ビッチ妻（8月2日、グローリークエスト）
- 1日1組限定の隠れ宿! 常に若女将が密着つきっきりで丁寧に貴方の肉棒をもてなす最高の射精旅館（8月2日、Fitch）
- 私も甘えたいよ〜(泣) 忙しすぎて出会いがない欲求不満な新米保育士をマッチングアプリでGET! 鬼かわエッチなコスプレ着させて子供に戻して甘やかハメ倒す!（8月2日、ナンパJAPAN）※「のん」名義
- 「おじさんと変態SEXしたい!」 欲求不満の超美乳女子学生 バイト先の変態店長とデキちゃって、禁断の小父ラブ性交!（8月9日、オーロラプロジェクト・アネックス）
- 実は隠れ巨乳だった親友の彼女… 欲情した僕は親友不在の夜に朝まで抜き挿ししまくった ゲスの極み生ハメ性交。（8月16日、E-BODY）
- 素人美少女とリモコンバイブお散歩 6 ―SBY&SGN区編― 「もう我慢できません…//」 人混みの中ビクビク震えてイキまくってしまう女子たち! 人生初の羞恥プレイでまさかのエロスイッチオン! 車移動中も大胆カーオナニー! 最後は近くのスタジオで心行くまで生セックス!（8月26日、赤面女子）
- 睡眠営業研修 2 〜営業部女性社員4名・昏○中出し姦記録〜（9月1日、素人39）※ネット配信『隠れ巨乳 新卒OL…』のDVD化
- 彼女が実家に帰省中、ヤリマンで有名な「彼女の親友」に杭打ちピストンで中出し射精させられ続けた絶倫の僕（9月6日、ムーディーズ）
- ほぼ全裸の逆バニーでボクを誘惑、無防備で生意気な妹と杭打ち中出し騎乗位でハメまくった。（9月6日、BeFree）
- 「この見た目でヤリマンビッチってドン引きですか?」 清楚系お嬢様さえチャン セフレ10人いるギャップと痴女っぷりに一同首ったけ（9月6日、キチックス/妄想族）※「さえ」名義
- 某有名サイトで配信停止になった 見られたい 変態夫婦の生ハメ動画（9月15日、ロータス）
- どこでもフェラチオ美少女 2 10名（9月27日、S級素人）※ネット配信『脱いだら凄かった…』のDVD化
- 予約半年待ちリピ率100% 某メンズエステ店 密室×密着 イキ過ぎた禁断サービス 6（10月7日、DOC）
- 昏睡レイプされた優等生（12月6日、アタッカーズ）

- パパ活美少女はちくび責めと全身ペロペロ愛撫が大好物!! 森下ことの（4月5日、プラネットプラス/七狗留）
- ネ・ト・ラ・セ・ラ・レ 愛する彼女を友達に寝取らせ他人棒にハメ倒させた射精後に何度も嫉妬中出ししまくった 森下ことの（4月18日、本中）
- 親友の彼女が僕に優しいので僕の事が好きなんだと勘違いして性欲処理をお願いした 森下ことの（4月20日、ヒビノ）
- 地方局女子アナガチナンパ NEWSの顔が衝撃のおっぱい丸出し放送事故→包茎男子と生中出しSEX（4月28日、赤面女子）
- ヤリ部屋で不特定多数のオッサン達に何日間もセックス漬けにされてるうち自ら中出しまで懇願するようになった猥褻グラビアアイドル ことの（5月2日、グローリークエスト）
- 生徒会長は真性露出狂 「今日から俺達の精子便所な」セルフ露出姿が身バレして、学校内の晒し者に… ～輪姦ザーメン漬けバッドエンド編～ 森下ことの（5月16日、

山と空/妄想族）
- あなたの嫌うあの人と・・ ～夫の元同僚に弄ばれてしまった妻～ 森下ことの（5月23日、ながえSTYLE）
- 人間拘束 美少女クリトリス拷問 森下ことの（5月27日、First Star）
- オイルマニア 森下ことの（6月5日、プラネットプラス/七狗留）
- 優等生J系は、露出狂ド変態 放課後の露出趣味が通行人に見つかり写真を撮られるうちに興奮しちゃったJ系は…（6月6日、FunCity/妄想族）

### アダルトVR
- 初めて出来た彼女を脱がしたら… 着衣から想像できない物凄いスリム巨乳 大興奮の僕は性欲尽きるまでハメまくったVR（7月17日、E-BODY）
- 天井特化アングルVR 〜大学のサークルのアイドルと半同棲生活〜（7月29日、KMPVR）
- モザイクなしのフェラでヌイてね（8月14日、KMPVR）
- 脱いだらものすごい!! 港区ギャラ飲み女子のノリとFカップボインが最強すぎてヤリまくり!!（8月24日、ワンズファクトリー）
- べろはモザイクがかからない性器（10月9日、KMPVR）

- 幼くて、おっぱいもあって、それでいて従順。即尺! 即パイズリ! 即ハメ! 僕専用ランジェリーロリメイドVR 森下ことの（4月25日、kawaii*）
- 完全服従するドMなロリ巨乳彼女と初めてのお泊まり温泉旅行 森下ことの（6月1日、kawaii*）

### ネット配信
- 一ノ瀬（7月17日、素人盗撮倶楽部）
- 【初撮り】Eカップ超美巨乳ちゃん!乳首の先をペロっと舐められるのが好きなお肌ピチピチ素人娘はマ●コの感度も良好!めちゃくちゃ気持ち良さそう!! 応募素人、初AV撮影 301（7月29日、シロウトTV）
- 【NTR連続中出し】早漏彼氏に満足出来ない?そんな美人にNTRファック!クンニするとアナルもうずいちゃう感度抜群!膣圧コントロール可のマ●コが気持ち良すぎる!水着でセックス!オイル塗ってセックス!最後は彼氏に見られながら→結局混ざっての3Pセックス!!早漏以外のチ●コを教えてやれwww【PornGirl.3】（7月30日、DOC）
- ことね（7月31日、しろうとじゃっぷ）
- こっちゃん(18)/自分に一途なセカンド彼女を友人と2人でハメ倒しました♪【一限目】目の前で彼女を友達に抱かせる鬼●3Pセックス!しっかり喘ぎ散らかしてて、結局お前だれのチ○ポでもええんかい()【二限目】1戦終わってすぐ恋人セックス!チ○ポで奪われた愛はチ○ポで取り返せばOK!彼氏のためだったら生中出しも厭わないよね!（8月4日、しろうとまんまん）※「こっちゃん」名義
- 脱いだら凄かった深夜ワンオペ美少女のフェラ（8月29日、フクロウ）
- 隠れ巨乳 新卒OL 営業回り中 車内姦→zzZ姦（9月2日、パルプンテン）
- 琴（9月3日、素人ホイホイZ）
- KOTO（9月15日、素人ホイホイSH）
- 【公共の場でフェラ抜き野外精飲!NG無しの派遣社員と中出しSEX】派遣で知り合ったセフレと店内トイレ口淫→人前でごっくん羞恥プレイ!!えっち過ぎる授乳手コキにおチ●ポびんびん...!ゴム無し生挿入→避妊なんてお構いなしの膣内射精!!最後は道路沿いの露天風呂で声を押し殺しバックで猛ピス濃厚尻射!!【あまちゅあハメREC#まゆみ#派遣社員】（10月11日、MOON FORCE）※「まゆみ」名義
- 【ピンク乳首美巨乳のスケベボディ女子をハメ倒す!】おっとり系の清楚娘が人生初のハメ撮りSEX!【カメラ屋店員/美巨乳清楚娘】（10月29日、ハメタバース）※「ゆうき」名義
- とうこちゃん（12月20日、新世代女子）※「とうこ」名義

- 【繊細なマッサージとは真逆の豪快に揺れる美オッパイ。太客には秘密のサービスが？借金してでも通いたい店のNO.1メンエス嬢！】前回とは明らかに違うキワドイ指の動き。グリグリ押し付けられる下腹部。ついに勃起チ●ポが露わになると、シゴキまくってこねくり回す驚愕のマッサージ！「ただの作業ですから」という顔でススーンッと騎乗位挿入！上になったり下になったり乱れピストンで中に放出！（1月20日、ドキュメントdeハメハメ）※DVD『予約半年待ちリピ率100%…』の森下ことの出演部分
- ゆいか（3月1日、Cullet）
- ことの（3月1日、E★人妻DX）
- 天使な小悪魔ことのちゃん《バイトの無邪気なJDセフレと秘密の浮気生ハメ2連中出し♪》彼女は居るけど笑顔が可愛い巨乳JDと浮気デート/チ○ポを顔に擦りつけながら「私の店長おチン♪」彼女に替わって肉棒独占… 肉欲の無計画中出しパコパコ/一緒にシャワーを浴びながらお互いの陰部を●いっこ♪ 超柔パイズリ&ジュボジュボえげつない超テクフェラで再びギンギン→ベッドでボルテージMAX!! 本気イキしながら「もう1回膣内に出して♪」と膣内射精懇願… 妊娠待ったなしの2回目も中出し背徳SEX【しろうとハメ撮り＃ことの＃22歳＃大学生】（3月1日、MOON FORCE）
- ともみちゃん（3月7日、ねっとりフリックス）
- ことの（3月14日、ギャルpay）
- 森下アナ（4月16日、俺の素人-Z-）
- ことの（4月16日、素人ムクムク）
- MORI（4月22日、暗黒）
- ことちゃん（4月24日、俺の素人-Z-）
- 万引き美少女 ことの（4月25日、パコられ美少女）
- 【小動物系】【ゴルフキャディ】クラブを渡されたときに思わず、彼女の手を握っちゃうほど可愛いw ゴルフのキャディさん登場! 彼女の応募理由が『彼氏が早漏』では、彼女の為にメチャクチャいいチンポドライバーをご用意しましたwww 【ぷっくりオッパイ】【超美ボディ】脱いだらものすごい!! ボン・キュ・ボンのスケベボディw キャディさんなので、オチンチンのサポートは抜群w テクで最高の勃起に仕上げてくれる! 彼女の穴にいっぱいホールインワン!! インパクトとアプローチが凄すぎて喘ぎっぱなしwおっぱいをエロく揺らしながら怒涛のピストンで感じまくるSEXを見逃すな!! ことの 22歳 ゴルフ場キャディー（5月2日、ARA）
- ことの（5月14日、浮遊僧）
- まきな（5月14日、拷問頭）
- まきな 2（5月19日、拷問頭）
- ことの（5月28日、シロウト速報）
- うらら（6月2日、陳飛龍）

## 掲載

### 雑誌
- 週刊プレイボーイ 2023年 No.7（集英社） - インタビュー「新世代“素人系”AV女優」